# 卢塞韦拉
卢塞韦拉（義大利語：Lusevera），是意大利乌迪内省的一个市镇。总面积52平方公里，人口734人，人口密度14.1人/平方公里（2009年）。ISTAT代码为030051。